# ألفرد هنري بورتون
ألفرد هنري بورتون (بالإنجليزية: Alfred Henry Burton)‏ هو مصور نيوزيلندي، ولد في 1834 في ليستر في المملكة المتحدة، وتوفي في 2 فبراير 1914.